# Vidulini
Vidulini is een plaats in de gemeente Žminj in de Kroatische provincie Istrië. De plaats telt 44 inwoners (2001).